# NGC 2507
NGC 2507 este o galaxie lenticulară situată în constelația Racul. A fost descoperită în 18 martie 1786 de către William Herschel. Se află la o distanță de 65,42 de megaparseci de Pământ.